# ابررسانای کوپرات
اَبَررساناهای کوپرات خانواده‌ای از مواد ابررسانایی دمابالا ساخته شده از لایه‌های اکسید مس (CuO2) متناوب با لایه‌هایی از اکسیدهای فلزی دیگر هستند، که به عنوان مخزن‌های بار عمل‌می‌کنند. در فشار محیط، ابررساناهای کوپرات ابررساناهای شناخته شده با بالاترین دما هستند. با این وجود، سازوکار به‌وجود آمدن ابررسانندگی هنوز شناخته نشده است.

## پیشینه

سیرزمانی ابررسانا. کوپرات‌ها به صورت لوزی‌های آبی، دی بورید منیزیم و دیگر ابررساناهای BCS به صورت دایره‌های سبز و ابررساناهای یرمبنای آهن به عنوان مربع‌های زرد نمایش داده می‌شوند. کوپرات‌ها در حال حاضر بالاترین ابررساناها هستند که برای سیم و آهنربا مناسب هستند.

اولین ابررسانای کوپرات در سال ۱۹۸۶ در اکسید مس باریم لانتانیم کوپرات غیر استوکیومتری توسط محققان IBM بدنوز و مولر یافت شد. دمای بحرانی برای این ماده 35K بود که بسیار بالاتر از ثبت قبلی ۲۳ کلوین بود. این کشف منجر به افزایش شدید تحقیقات در مورد کوپرات، و در نتیجه انتشار هزاران نشریه بین ۱۹۸۶ و ۲۰۰۱ شد. بدنوز و مولر تنها یک سال پس از کشف‌شان جایزه نوبل فیزیک را در سال ۱۹۸۷ دریافت کردند.

## کتابشناسی - فهرست کتب
- ربیتسکی و همکاران، چشم‌اندازی در نمودار فاز ابررساناهای دمای بالای کوپرات، دانشگاه لایپزیگ، 2015 doi:10.1038/ncomms11413